# 크리스티나 여왕 (영화)
《크리스티나 여왕》(영어: Queen Christina)은 1933년 개봉한 역사 영화다. 스웨덴의 크리스티나가 왕위에 오른 이후에 여러 업적을 쌓다 스스로 퇴위하는 과정을 담았다. 루벤 마물리안이 감독을 맡았으며, 그레타 가르보가 크리스티나 역을 맡았다. 수익 면에서 크게 성공했다.

## 출연

### 주연
- 그레타 가르보
- 존 길버트

### 조연
- 이언 키스
- 루이스 스톤
- C. 오브리 스미스
- 레지널드 오언
- 조르주 르나방

## 기타
- 미술: 알렉산더 톨루보프
- 의상: 에이드리안